# Порто Вельо
Порто Вельо (на португалски: Porto Velho, [ˈpoʁtu ˈvɛʎu], в превод Старо Пристанище) е столицата и най-голям град – община на щата Рондония в Северозападна Бразилия. Общината е част от икономико-статистическия микрорегион Порто Вельо, мезорегион Мадейра-Гуапоре. Населението на общината към 2010 г. е 426 558 души, а територията е 34 082,366 km2 (12,7 д./km²).
Намира се в горния речен басейн на река Амазонка. Пощенският му код е 76800 – 000. Международно летище Порто Вельо се намира на 7 км от града и обслужва полети предимно между Порто Вельо и други големи бразилски градове.
Основан е на 2 октомври 1914 с построяването на жп линията Мадейра-Маморе; тогава придобива статут на град, като част от щата Амазонас. Едва през 1943 г. става столица и град на Рондония.
Днес Порто Вельо преживява период на значителна демографска и икономическа експанзия, бидейки една от най-бързо развиващите се столици в Бразилия. Открити са два големи търговски центъра в града (мола) – „Porto Velho Shopping“ и „Porto Madeira Shopping“.

## История
Порто Вельо е създаден около 1907 г. покрай строителството на жп линията Мадейра-Маморе. Няколко години по-късно, на 2 октомври 1914 г. придобива статут на община, част от щата Амазонас.
От средата на 19 век се правят първите опити за построяване на жп линия с която да се избегне участъкът с водопади и бързеи по реката Мадейра (около 380 km) за да може да бъде пренасян каучукът произведен в Боливия и в региона на Гуажара-Мирин. Избраното място за построяването на пристанище е Санто Антонио до Мадейра, тогава провинция на Мато Гросо, от което каучукът бива пренасян на корабите, продължавайки пътя към Европа и Съединените щати.
Трудностите срещнати при строителството и оперирането на речно пристанище срещу скалите на водопада Санто Антонио, карат строителите и предприемачите да използват малкият амазонски порт, на около 7 km надолу, в много по-благоприятна местност.

### Еманципация
Придобива статут на община (град) през 1914 г., тогава все още част от щата Амазонас. През 1943 става столица и, заедно с община Гуажара-Мирин, е включен във Федералната територия Гуапоре, която през 1956 е преименувана на Рондония, ставайки щат на 4 януари 1982 г.

### Демографски прираст
На 15 януари 1873 г., император Педро II подписва Наредба-закон № 5.024, с който разрешава търговските кораби от всички държави да плават свободно по река Мадейра. В резултат, биват построени модерни съоръжения за акостиране в Санто Антонио, който оттогава става известен като Порто Ново.
В същото време продължава да се използва старото пристанище поради по-голямата сигурност, която предлага, въпреки оперативните трудности и разстоянието до Санто Антонио, начална точка на жп линията Мадейра-Маморе.
Персивал Фъркюхар, собственик на предприятието, което успява да завърши строителството на жп линията през 1912 г., от 1907 г. използва старото пристанище (на португалски: Porto Velho) за доставянето на строителните материали, когато решава че началната точка на железницата ще бъде именно тази (вече в провинция Амазонас), превръщайки се по този начин в истинския основател на града, който получава името Порто Вельо.
Градът израства покрай железопътните съоръжения на линията Мадейра-Маморе. Благодарение на печелившите икономически дейности които последват (добив на каучук, а по-късно на каситерит и злато), Порто Вельо се утвърждава и става дом на мигранти, които днес съставят населението му.
По време на завършването на строителството на жп линията, в селището живеят около хиляда души, голяма част от тях служители в строителната компания.

## География
Порто Вельо се намира в западната част на северния регион на Бразилия, в зона обхваната от Западната Амазония в Южноамазонското плато, част от Централното плато на Бразилия.

### Релеф
Релефът на общината е до известна степен равномерен, с вариации в надморската височина от 70 метра до малко над 600 метра. Районът се намира в долината на река Мадейра, между Амазонската равнина и бразилското централно плато.

### Климат
Доминира тропично-влажният климат, който се характеризира с топло време и високи нива на влажност. Градът е разположен в преходна зона с полувлажния климат от централно-западния регион и с екваториалния климат, преобладаващ в северния регион на Бразилия.
Екваториалният климат е вид тропичен климат в които няма сух сезон – всички месеци имат средни стойности на валежите от минимум 60 mm. Обхваща зоните отдалечени на максимум пет градуса от екватора.

### Флора и Фауна
Амазонията представлява над половината от дъждовните гори на земята и обхваща най-обширната и биоразнообразна част на тропичните гори в света. Дъждовните тропични гори са най-богатите на флора и фауна биоми, и като цяло горите в Америка имат много по-голямо биоразнообразие от влажните гори в Африка и Азия.
Над 1/3 от всички видове на земята живеят в Амазонската дъждовна гора.